# Sokołów Małopolski
Sokołów Małopolski is een stad in het Poolse woiwodschap Subkarpaten, gelegen in de powiat Rzeszowski. De oppervlakte bedraagt 15,55 km², het inwonertal 3991 (2005).